# كيفن كامبل (لاعب كرة قدم)
كيفن كامبل (بالإنجليزية: Kevin Campbell)‏ (4 فبراير 1970 في المملكة المتحدة - 15 يونيو 2024) هو كاتب سيناريو ولاعب كرة قدم بريطاني في مركز الهجوم. شارك مع منتخب إنجلترا تحت 21 سنة لكرة القدم ومنتخب إنجلترا لكرة القدم الرديف. أما مع النوادي، فقد لعب مع كارديف سيتي وليستر سيتي ونادي أرسنال ونادي إيفرتون ونادي طرابزون سبور ونادي ليتون أورينت ونوتينغهام فورست ووست بروميتش ألبيون.

## الوفاة
توفي كيفن كامبل بعد صراع مع المرض في 15 يونيو 2024 عن عمر ناهز الرابعة والخمسين.

## وصلات خارجية
- كيفن كامبل على موقع الاتحاد الأوربي (الإنجليزية)
- كيفن كامبل على موقع اتحاد تركيا (لاعب) (الإنجليزية)
- كيفن كامبل على موقع قاعدة بيانات كرة القدم.إي يو (الإنجليزية)
- كيفن كامبل على موقع Soccerbase.com (لاعب) (الإنجليزية)
- كيفن كامبل على موقع Soccerway.com (الإنجليزية)
- كيفن كامبل على موقع عالم كرة القدم.نت (الإنجليزية)
- كيفن كامبل على موقع GSA (الإنجليزية)